# Polissena Contarini Da Mula
Polissena Contarini Da Mula, död i maj 1833, var en venetiansk adelskvinna. Hon var svärdotter till Venedigs doge Alvise Giovanni Mocenigo (r. 1763-1779), och spelade rollen som dogaressa under hans regeringstid. 

## Biografi
Polissena Contarini Da Mula gifte sig 5 juni 1771 med adelsmannen Alvise Mocenigo, äldste son och namne till dogen Alvise Giovanni Mocenigo. 
Hon spelade i viss mån rollen som dogaressa under sin svärfars regeringstid. Hon tycks aldrig ha spelat den framträdande ceremoniella rollen som dogaressa som sin företrädare Pisana Conaro. 
Däremot hade hon en framträdande plats i det privata sällskapslivet. Hon var värdinna i den salong för den krets av konstnärer och intellektuella dogen omgav sig med i sitt privata residens och lantvilla, Villa Mocenigo, där dramatiker iscensatte teaterpjäser och poeter skrev dikter tillägnade henne. 